# 山名豊数
山名 豊数（やまな とよかず）は、因幡守護の戦国大名。

## 生涯
但馬山名氏・山名豊定の嫡男。母は細川高国の娘、妻は不明。
永禄4年（1561年）5月、前年に亡くなった豊定に代わり因幡国主の座に就いていた従兄弟の山名棟豊（豊定の兄・山名祐豊の長男）が早世（享年18）。代わって豊数が因幡国主の座に就いた。史料上における初見は永禄5年（1562年）6月20日付「山名豊数感状写」（『中村家文書』）であるが、前述の通り、棟豊の死去に伴って家督を継いだと見られる。
しかし、当時の因幡国内は但馬山名氏の支配からの自立を目指す国人勢力が八上郡、八東郡を中心に根強く、家中掌握もままならないうえに、豊数はこれらの勢力との争いに苦慮することになった。
こうした不安定な国内状況の中、永禄6年（1563年）、反守護を掲げた重臣の武田高信が新守護・山名豊弘を擁立して挙兵した。同年4月、豊数は高信の居城・鳥取城を攻撃するが、重臣の中村氏を失うなどして敗退（湯所口の戦い）、同年冬には武田勢の攻撃により、守護所のある布勢天神山城から退去し、鹿野城に移ることを余儀なくされた。
豊数らの守護勢は但馬の山名宗詮（祐豊の出家後の名）の支援を受けるなどしたが、毛利氏やその傘下の伯耆国人衆の支援を受けた武田勢の前に劣勢は続き、翌永禄7年（1564年）7月には鹿野城の麓にまで攻め込まれた。
その後、豊数の名は史料上には見えなくなり、永禄8年（1565年）3月、その後継者と見られる山名豊儀が登場していることから、少なくとも永禄7年7月の鹿野城合戦以降に死去もしくは隠居したと推測される。なお、この山名豊儀に関しては豊数の弟・山名豊国のことを指すとする説や山名久通の子・源七郎の実名を指すとする説が存在する。